# Adolf Möller
Adolf Möller (25 d'octubre de 1877 – 10 de novembre de 1968) va ser un remer alemany que va competir cavall del segle xix i el segle xx. El 1900 va prendre part en els Jocs Olímpics de París, on guanyà una medalla de bronze en la prova de quatre amb timoner com a membre de l'equip Favorite Hammonia.